# Anna-Lisa Bringfelt
Sara Anna Elisabet (Anna-Lisa) Varenius-Bringfelt, född Varenius 15 april 1904 i Göteborg, död 25 mars 1993 i Lindome, var en svensk målare.
Hon var dotter till komministern Samuel Ludvig Varenius och Magdalena Elvira von Holten och gift 1934–1950 med Nils Bringfelt. Hon studerade vid Valands målarskola 1924-1925 och vid Det Kongelige Danske Kunstakademi i Köpenhamn 1925–1927 samt som extraelev vid Kungliga konsthögskolan i Stockholm 1931-1932. Separat ställde hon ut på Konstsalong Rålambshof i Stockholm 1944, Modern konst i hemmiljö 1951 samt på Lorensbergs konstsalong i Göteborg 1954 och Norrköping 1957. Tillsammans med sin man ställde hon på Rålambshof 1946 och 1956 samt i Borås 1950 och med sin man och Bo Y:son Sjöberg på Göteborgs konsthall 1950 samt på Lorensbergs konstsalong tillsammans med Jack Lindblom 1954 och Laila Prytz 1958. Hennes konst besår av blomstermotiv och landskapsskildringar utförda i flera olika tekniker och hon utgav en samlingsvolym med dikter. Bringfelt är representerad vid Norrköpings konstmuseum.